# Renaud
Renaud, właśc. Renaud Séchan (ur. 11 maja 1952 w Paryżu) – francuski artysta piosenki autorskiej, twórca piosenek zaangażowanych społecznie i politycznie, aktor.

## Życiorys
Jest synem pisarza Oliviera Séchan. Ma kilkoro rodzeństwa, w tym brata bliźniaka, Davida. Jako nastolatek słuchał muzyki Beatlesów, Hugues'a Aufraya, Boba Dylana, Leonarda Cohena, Antoine'a. Wykazywał małe zainteresowanie nauką szkolną, za to interesował się polityką. W wieku 16. lat uczestniczył wraz z bratem w strajku studentów Sorbony. Wtedy też (1968) został współzałożycielem swojego pierwszego zespołu. W swojej karierze wydał ponad 20 płyt, które sprzedały się w ok. 15. mln egzemplarzy. Wystąpił też w kilku filmach, m.in. w ekranizacji powieści Germinal Emila Zoli (1993). Renaud znany jest z działalności na rzecz obrony praw człowieka, włącza się w akcje ekologiczne i pokojowe. W październiku 2006 brał udział w uroczystości nadania nazwy placowi, nazwy upamiętniającej tragicznie zmarłego komika Coluche'a.

## Dyskografia

### Albumy studyjne
- 1975: Amoureux de Paname
- 1977: Laisse béton
- 1979: Ma gonzesse
- 1980: Marche à l'ombre
- 1981: Le retour de Gérard Lambert
- 1983: Morgane de toi
- 1985: Mistral gagnant
- 1988: Putain de camion
- 1991: Marchand de cailloux
- 1992: Renaud cante el' Nord
- 1994: À la Belle de Mai
- 1996: Renaud chante Brassens
- 2002: Boucan d'enfer
- 2006: Rouge Sang
- 2009: Molly Malone – Balade irlandaise
- 2016: Renaud
- 2019: Les Mômes et les Enfants d'abord!

### Albumy live
- 1980: Renaud à Bobino
- 1981: Le P'tit Bal du samedi soir et autres chansons réalistes
- 1982: Un Olympia pour moi tout seul
- 1989: Visage pâle rencontrer public
- 1995: Le Retour de la Chetron Sauvage
- 1996: Paris-Provinces Aller/Retour
- 2003: Tournée d'enfer
- 2007: Tournée Rouge Sang
- 2017: Phénix Tour